# Labeo
Labeo is een geslacht van eigenlijke karpers (Cyprinidae) en kent 103 soorten.
De in aquaria bekende vuurstaartlabeo, voorheen Labeo bicolor, wordt nu tot het geslacht Epalzeorhynchos gerekend.

## Soorten
Het geslacht kent de volgende soorten:
- Labeo alluaudi Pellegrin, 1933
- Labeo alticentralis Tshibwabwa, 1997
- Labeo altivelis Peters, 1852
- Labeo angra (Hamilton, 1822)
- Labeo annectens Boulenger, 1903
- Labeo ansorgii Boulenger, 1907
- Labeo baldasseronii Di Caporiacco, 1948
- Labeo barbatulus (Sauvage, 1878)
- Labeo barbatus Boulenger, 1898
- Labeo bata (Hamilton, 1822)
- Labeo batesii Boulenger, 1911
- Labeo boga (Hamilton, 1822)
- Labeo boggut (Sykes, 1839)
- Labeo bottegi Vinciguerra, 1897
- Labeo boulengeri Vinciguerra, 1912
- Labeo brachypoma Günther, 1868
- Labeo caeruleus Day, 1877
- Labeo calbasu (Hamilton, 1822)
- Labeo camerunensis Trewavas, 1974
- Labeo capensis (Smith, 1841)
- Labeo chariensis Pellegrin, 1904
- Labeo chrysophekadion (Bleeker, 1850)
- Labeo congoro Peters, 1852
- Labeo coubie Rüppell, 1832
- Labeo curchius (Hamilton, 1822)
- Labeo curriei Fowler, 1919
- Labeo cyclopinnis Nichols & Griscom, 1917
- Labeo cyclorhynchus Boulenger, 1899
- Labeo cylindricus Peters, 1852
- Labeo degeni Boulenger, 1920
- Labeo dhonti Boulenger, 1920
- Labeo dussumieri (Valenciennes, 1842)
- Labeo dyocheilus (McClelland, 1839)
- Labeo erythropterus Valenciennes, 1842
- Labeo falcipinnis Boulenger, 1903
- Labeo filiferus Plamoottil & Zupančič, 2017
- Labeo fimbriatus (Bloch, 1795)
- Labeo fisheri Jordan & Starks, 1917
- Labeo forskalii Rüppell, 1835
- Labeo fuelleborni Hilgendorf & Pappenheim, 1903
- Labeo fulakariensis Tshibwabwa, Stiassny & Schelly, 2006
- Labeo gonius (Hamilton, 1822)
- Labeo greenii Boulenger, 1902
- Labeo gregorii Günther, 1894
- Labeo horie Heckel, 1847
- Labeo indramontri Smith, 1945
- Labeo kawrus (Sykes, 1839)
- Labeo kibimbi Poll, 1949
- Labeo kirkii Boulenger, 1903
- Labeo kontius (Jerdon, 1849)
- Labeo latebra Moritz & Neumann, 2017
- Labeo lineatus Boulenger, 1898
- Labeo lividus Roberts & Stewart, 1976
- Labeo longipinnis Boulenger, 1898
- Labeo lualabaensis Tshibwabwa, 1997
- Labeo lukulae Boulenger, 1902
- Labeo luluae Fowler, 1930
- Labeo lunatus Jubb, 1963
- Labeo macmahoni Zugmayer, 1912
- Labeo macrostoma Boulenger, 1898
- Labeo maleboensis Tshibwabwa, 1997
- Labeo meroensis Moritz, 2007
- Labeo mesops Günther, 1868
- Labeo microphthalmus Day, 1877
- Labeo mokotoensis Poll, 1939
- Labeo molybdinus du Plessis, 1963
- Labeo moszkowskii Ahl, 1922
- Labeo nandina (Hamilton, 1822)
- Labeo nasus Boulenger, 1899
- Labeo nigrescens Day, 1870
- Labeo nigricans Boulenger, 1911
- Labeo nigripinnis Day, 1877
- Labeo niloticus (Linnaeus, 1758)
- Labeo nunensis Pellegrin, 1929
- Labeo pangusia (Hamilton, 1822)
- Labeo parvus Boulenger, 1902
- Labeo pellegrini Zolezzi, 1939
- Labeo percivali Boulenger, 1912
- Labeo pietschmanni Machan, 1930
- Labeo polli Tshibwabwa, 1997
- Labeo porcellus (Heckel, 1844)
- Labeo potail (Sykes, 1839)
- Labeo quadribarbis Poll & Gosse, 1963
- Labeo rajasthanicus Datta & Majumdar, 1970
- Labeo rectipinnis Tshibwabwa, 1997
- Labeo reidi Tshibwabwa, 1997
- Labeo ricnorhynchus (McClelland, 1839)
- Labeo rohita (Hamilton, 1822
- Labeo rosae Steindachner, 1894
- Labeo roseopunctatus Paugy, Guégan & Agnèse, 1990
- Labeo rouaneti Daget, 1962
- Labeo rubromaculatus Gilchrist & Thompson, 1913
- Labeo ruddi Boulenger, 1907
- Labeo sanagaensis Tshibwabwa, 1997
- Labeo seeberi Gilchrist & Thompson, 1911
- Labeo senegalensis Valenciennes, 1842
- Labeo simpsoni Ricardo-Bertram, 1943
- Labeo sorex Nichols & Griscom, 1917
- Labeo stolizkae Steindachner, 1870
- Labeo trigliceps Pellegrin, 1926
- Labeo udaipurensis Tilak, 1968
- Labeo umbratus (Smith, 1841)
- Labeo victorianus Boulenger, 1901
- Labeo weeksii Boulenger, 1909
- Labeo werneri Lohberger, 1929
- Labeo worthingtoni Fowler, 1958
- Labeo yunnanensis Chaudhuri, 1911

Aaptosyax · Abbottina · Abramis · Acanthalburnus · Acanthobrama · Acanthogobio · Acanthorhodeus · Acapoeta · Acheilognathus · Acrocheilus · Acrossocheilus · Agosia · Albulichthys · Alburnoides · Alburnus · Algansea · Amblypharyngodon · Anabarilius · Anaecypris · Ancherythroculter · Aphyocypris · Aspidoparia · Aspiolucius · Aspiorhynchus · Aspius · Atrilinea · Aulopyge · Aztecula · Balantiocheilos · Bangana · Barbichthys · Barbodes · Barboides · Barbonymus · Barbopsis · Barbus · Barilius · Belligobio · Biwia · Blicca · Boraras · Caecobarbus · Caecocypris · Campostoma · Candidia · Capoeta · Capoetobrama · Carassioides · Carasobarbus · Carassius · Catla · Catlocarpio · Cephalakompsus · Chagunius · Chalcalburnus · Chanodichthys · Chela · Chelaetiops · Chondrostoma · Chuanchia · Cirrhinus · Clinostomus · Coptostomabarbus · Coreius · Coreoleuciscus · Cosmochilus · Couesius · Crossocheilus · Ctenopharyngodon · Culter · Cultrichthys · Cyclocheilichthys · Cyprinella · Cyprinion · Cyprinus · Danio · Danionella · Delminichthys · Devario · Dionda · Diptychus · Discherodontus · Discogobio · Distoechodon · Eirmotus · Elopichthys · Engraulicypris · Epalzeorhynchos · Eremichthys · Erimystax · Erythroculter · Esomus · Eupallasella · Evarra · Exoglossum · Folifer · Garra · Gila · Gnathopogon · Gobio · Gobiobotia · Gobiocypris · Gymnocypris · Gymnodanio · Gymnodiptychus · Gymnostomus · Hainania · Hampala · Hemibarbus · Hemiculter · Hemiculterella · Hemigrammocapoeta · Hemigrammocypris · Hemitremia · Henicorhynchus · Herzensteinia · Hesperoleucus · Horadandia · Horalabiosa · Huigobio · Hybopsis · Hybognathus · Hypophthalmichthys · Hypselobarbus · Hypsibarbus · Iberocypris · Inlecypris · Iotichthys · Iranocypris · Ischikauia · Kalimantania · Kosswigobarbus · Labeo · Labeobarbus · Ladigesocypris · Ladislavia · Lagowskiella · Laocypris · Lavinia · Lepidomeda · Lepidopygopsis · Leptobarbus · Leptocypris · Leucalburnus · Leucaspius · Leuciscus · Linichthys · Lobocheilos · Longiculter · Luciobarbus · Luciobrama · Luciocyprinus · Luciosoma · Luxilus · Lythrurus · Macrhybopsis · Macrochirichthys · Mandibularca · Margariscus · Meda · Megalobrama · Megarasbora · Mekongina · Messinobarbus · Mesobola · Mesogobio · Metzia · Microphysogobio · Microrasbora · Moapa · Mylocheilus · Mylopharodon · Mylopharyngodon · Mystacoleucus · Naziritor · Nematabramis · Neobarynotus · Neobola · Neolissochilus · Nicholsicypris · Nocomis · Notemigonus · Notropis · Ochetobius · Onychostoma · Opsaridium · Opsariichtys · Opsarius · Opsopoeodus · Oregonichthys · Oreichthys · Oreoleuciscus · Orthodon · Ospatulus · Osteobrama · Osteochilichthys · Osteochilus · Oxygaster · Oxygymnocypris · Pachychilon · Paedocypris · Parabramis · Paracanthobrama · Paracheilognathus · Parachela · Paracrossochilus · Paralaubuca · Parapsilorhynchus · Pararasbora · Pararhinichthys · Parasinilabeo · Paraspinibarbus · Parator · Parazacco · Pectenocypris · Pelecus · Percocypris · Petroleuciscus · Phenacobius · Phoxinellus · Phoxinus · Phreatichthys · Pimephalis · Placocheilus · Placogobio · Plagiognathops · Plagopterus · Platygobio · Platypharodon · Platysmacheilus · Pogobrama · Pogonichthys · Pogonocharax · Poropuntius · Porotergus · Probarbus · Procypris · Prolabeo · Prolabeops · Pseudaspius · Pseudobarbus · Pseudobrama · Pseudogobio · Pseudohemiculter · Pseudolaubuca · Pseudophoxinus · Pseudopungtungia · Pseudorasbora · Pteronotropis · Ptychidio · Ptychobarbus · Ptychocheilus · Pungtungia · Puntioplites · Puntius · Racoma · Raiamas · Rasbora · Rasborichthys · Rasborinus · Rastrineobola · Rectoris · Relictus · Rhinichthys · Rhinogobio · Rhodeus · Rhynchocypris · Richardsonius · Rohtee · Rohteichthys · Romanogobio · Rostrogobio · Rutilus · Salmophasia · Salmostoma · Sanagia · Sarcocheilichthys · Saurogobio · Sawbwa · Scaphesthes · Scaphiodonichthys · Scaphognathops · Scardinius · Schismatorhynchos · Schizocypris · Schizopyge · Schizopygopsis · Schizothoraichthys · Schizothorax · Securicula · Semilabeo · Semiplotus · Semotilus · Sikukia · Sinibrama · Sinilabeo · Sinocrossocheilus · Sinocyclocheilus · Snyderichthys · Spinibarbus · Squalidus · Squaliobarbus · Squalius · Stypodon · Sundadanio · Systomus · Tanakia · Tanichthys · Telestes · Thryssocypris · Thynnichthys · Tinca · Tor · Toxabramis · Tribolodon · Trigonostigma · Troglocyclocheilus · Tropidophoxinellus · Typhlobarbus · Typhlogarra · Vimba · Xenobarbus · Xenocyprioides · Xenocypris · Xenophysogobio · Yaoshanicus · Yuriria · Zacco